# 尤爾伊夫卡 (沃茲涅先斯克區)
47°59′19″N 31°40′36″E / 47.98861°N 31.67667°E
尤爾伊夫卡（烏克蘭語：Юр'ївка）是位於烏克蘭南部的村莊，由尼古拉耶夫州沃茲涅先斯克區的新馬爾伊夫卡市鎮負責管轄。該村始建於1924年，面積0.41平方公里，海拔高度166米，2001年人口188，人口密度每平方公里457.4人。